# Florence Sadaune
Florence Sadaune est une costumière française née en 1965.

## Théâtre (sélection)
- 2005 : Requiem pour une nonne d'après William Faulkner, mise en scène de Jacques Lassalle
- 2007 : Le Cid de Pierre Corneille, mise en scène d'Alain Ollivier
- 2009 : Parlez-moi d'amour d'après Raymond Carver, mise en scène de Jacques Lassalle

## Filmographie (sélection)

### Cinéma
- 1995 : French Kiss de Lawrence Kasdan
- 1996 : Ridicule de Patrice Leconte
- 1996 : Mon homme de Bertrand Blier
- 1997 : Le Bossu de Philippe de Broca
- 2000 : Sade de Benoît Jacquot
- 2000 : La Veuve de Saint-Pierre de Patrice Leconte
- 2000 : Après la réconciliation d'Anne-Marie Miéville
- 2002 : Astérix et Obélix : Mission Cléopâtre d'Alain Chabat
- 2003 : Les Côtelettes de Bertrand Blier
- 2003 : Ripoux 3 de Claude Zidi
- 2004 : L'Enquête corse (A inchjesta corsa) d'Alain Berberian
- 2005 : La Ravisseuse d'Antoine Santana
- 2006 : La Maison du bonheur de Dany Boon
- 2007 : Jean de La Fontaine, le défi de Daniel Vigne
- 2008 : Bienvenue chez les Ch'tis de Dany Boon
- 2010 : Bas-fonds d'Isild Le Besco

### Télévision
- 2009 : La Reine et le Cardinal de Marc Rivière
- 2012 : Talons aiguilles et bottes de paille (26 épisodes)
- 2015 : La Vie devant elles de Gabriel Aghion (mini-série)

## Distinctions

### Récompenses
- César 2003 : César des meilleurs costumes pour Astérix et Obélix : Mission Cléopâtre